# وي منيو
قائمة وي (بالإنجليزية: Wii Menu)‏ هي الواجهة الرئيسية لنظام ألعاب الفيديو وي.

## القنوات
تحتوي القائمة على العديد من القنوات، منها:
- قناة الأقراص (Disc Channel)، وتسمح للمستخدمين باللعب لألعاب وي أو جيم كيوب. تتطلب وي أن يكون النظام محدثاً فبعد اختيار القناة يقوم النظام بالتحديث التلقائي
- قناة مي (Mii Channel)، وهي مدمجة في نظام تشغيل الوي باسم «مي» أو «أنا»
- قناة الصور (Photo Channel)
- قناة متجر وي (Wii Shop Channel)، تباع فيه ألعاب فيرتشوال كونسول (Virtual Console) بالإضافة إلى ألعاب وي وير (WiiWare) عن طريق نقاط وي (Wii Points)
- قنوات وي (Wii Channels) وهي القنوات الإضافية غير المضمنة مع الجهاز مثل قناة الإنترنت، وقناة «الجميع يصوتون»، وقناة «شاهدني» (Check Mii Out)، وقناة نينتندو، وغيرها
- قناة التنبأ (Forecast Channel) لإظهار حالة الطقس، غير متوفرة في بعض الدول
- قناة الأخبار (News Channel)، غير متوفرة في بعض الدول

وتوجد قنوات أخرى من الممكن تنزيلها، منها:
- قناة الإنترنت (Internet Channel)
- قناة «الجميع يصوتون» (Everybody Votes Channel)، وأطلقت في 13 فبراير 2007، وهي قناة مجانية
- قناة «شاهدني» (Check Mii Out) وهي قناة يمكن تحميلها مجاناً، وتستخدم منتديات وي
- قناة نينتندو (Nintendo Channel)
- قناة أصدقاء التلفزيون (Television Friend Channel) تتيح للمستخدمين معرفة البرامج التي تعرض في التلفزيون، كما يمكن التصويت على البرامج التلفزيونية عن طريق تقدير البرنامج بدرجة من أصل 5
- قناة طباعة آلة التصوير الرقمية (Digicam Print Channel)

قنوات أخرى:
- قناة وي فيت (Wii Fit Channel)، والتي يمكن تنصيبها عن طريق وي فيت
- قناة ماريو كارت (Mario Kart Channel)، والتي يمكن تنصيبها عن طريق لعبة ماريو كارت وي (Mario Kart Wii)
- قناة «نحن نتحدث» (Wii Speak Channel) تتيح للمستخدم الدردشة مع الآخرين

بالإضافة إلى القنوات تحتوي قائمة وي على المنتديات (Message Board) حيث يمكن للشخص كتابة الرسائل للأصدقاء أو في المنتديات المعتمدة على تاريخ اليوم. لكل نظام وي بريد إلكتروني wii.com يحتوي على رقم الوي. كما تتيح القائمة تنزيل التطويرات للنظام.